# Ульссон, Кристиан
Кристиан У́льссон (швед. Christian Olsson; род. 25 января 1980; Гётеборг, Швеция) — шведский легкоатлет, который специализируется в тройном прыжке. Двукратный чемпион Европы в 2002 и 2006 годах. Двукратный чемпион мира в помещении и чемпион мира 2003 года на открытом воздухе. Чемпион Олимпийских игр 2004 года с результатом 17,79 м. Серебряный призёр соревнований Golden Gala 2011 года. Победитель всемирного легкоатлетического финала в 2003 и 2004 годах. Лучший легкоатлет Европы в 2003 и 2004 годах. На олимпийских играх 2000 года не смог выйти в финал.
Личный рекорд в тройном прыжке — 17,79.